# У име љубави (албум)
У име љубави је четрнаести студијски албум Халида Бешлића. Издат је 2000. године. Издавачка кућа је Ин такт рекордс.

## Песме
1. У име љубави
2. Срце ледено
3. Црна ружа
4. Као некад
5. Вазда
6. Не болујем
7. Пожељет ћеш
8. Сунце једино
9. Хеј ноћи
10. Пружи ми руку